# Afghanoptera adusta
Afghanoptera adusta är en insektsart som beskrevs av Willy Adolf Theodor Ramme 1952. Afghanoptera adusta ingår i släktet Afghanoptera och familjen vårtbitare. Inga underarter finns listade i Catalogue of Life.